# Hannelore Kohl
Johanna Klara Eleonore "Hannelore" Kohl, nata Renner (Berlino, 7 marzo 1933 – Ludwigshafen am Rhein, 5 luglio 2001), è stata la moglie dell'ex cancelliere tedesco Helmut Kohl.

## Biografia

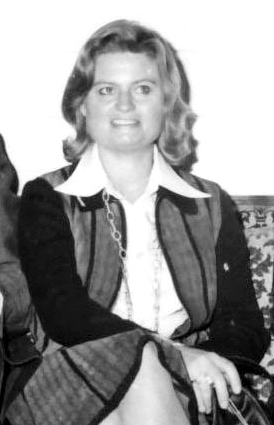
Hannelore Kohl nel 1976

Hannelore Kohl ha trascorso la sua infanzia a Lipsia. Suo padre, Wilhelm Renner, era un direttore di fabbrica e avvocato per Hugo Schneider AG (HASAG), la più grande società di armi della Germania centrale dal 1939 fino alla fine della seconda guerra mondiale. La madre era Irene Merling.
Durante l'ultimo inverno di guerra nel 1944-1945, la ragazzina di undici anni fu testimone di scene terribili alla stazione dei treni, dove svolse un servizio obbligatorio ogni due settimane. A Döbeln arrivarono treni carichi di feriti dal fronte russo, Hannelore e gli altri scolari cambiarono le bende a feriti. La ragazza stava aiutando a scaricare i morti e a fornire cibo ai rifugiati, alcuni dei quali avevano viaggiato per settimane in vagoni aperti ea temperature gelide. Alcuni bambini sono morti di raffreddore. Inoltre, ci sono attentati con il conseguente danno alla popolazione e alla proprietà.
All'inizio del maggio 1945 andò con sua madre a Lipsia, dove trovò suo padre. Dopo che gli americani si ritirarono il 1º luglio 1945 la Sassonia occidentale e la Turingia per far posto per i russi, la famiglia fuggì a Mutterstadt, nel Palatinato, dove Hannelore ha vissuto con i nonni paterni. La famiglia Renner viveva prima in una lavanderia e in seguito si trasferì più volte.
Durante una festa della scuola a Ludwigshafen nel 1948 Hannelore Renner appena quindicenne ha incontrato Helmut Kohl, che aveva 18 anni, i due si sono sposati dodici anni più tardi il 27 giugno 1960.
Hannelore Kohl iniziò a studiare lingue, che dovette abbandonare prematuramente a causa della morte del padre. Ha iniziato in seguito un apprendistato per diventare corrispondente di lingua straniera.

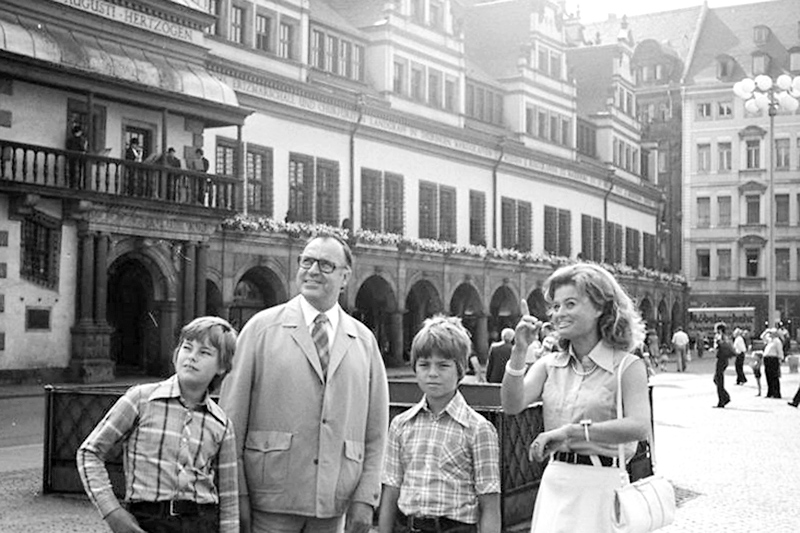
Hannelore Kohl con la sua Famiglia nel 1975 durante un soggiorno privato a Lipsia

Fino al 1980, Hannelore Kohl si è dedicata all'educazione dei figli, Walter e Peter, nati 1963 e 1965. Nel 1983, ha fondato il Kuratorium ZNS [ZNS sta per Zentraler Nervensystem, sistema nervoso centrale] ridisegnato nel 2005 e rinominato ZNS - Hannelore Kohl Stiftung (ZNS - Fondazione Hannelore Kohl), un'organizzazione umanitaria per le vittime con lesioni del sistema nervoso centrale, di cui è diventata presidente. Nel 1988, è stata insignita dell'Ordine al merito della Renania-Palatinato; Seguirono altri onori, come la Gran Croce al Merito con stella del 1999.
Secondo le dichiarazioni di Helmut Kohl che non sono state contraddette, Hannelore Kohl ha partecipato allo sviluppo di quello che viene chiamato il Programma in dieci punti, tra cui dieci richieste per la riunificazione della Germania e dell'Europa. Helmut Kohl ha presentato questo programma al Bundestag il 28 novembre 1989, senza nemmeno avere un accordo con il partner della coalizione.
Hannelore Kohl parlava correntemente inglese e francese, abilità che usava per dialogare con ospiti ufficiali stranieri, e manteneva relazioni amichevoli con alcune mogli di statisti.

### Malattia e morte

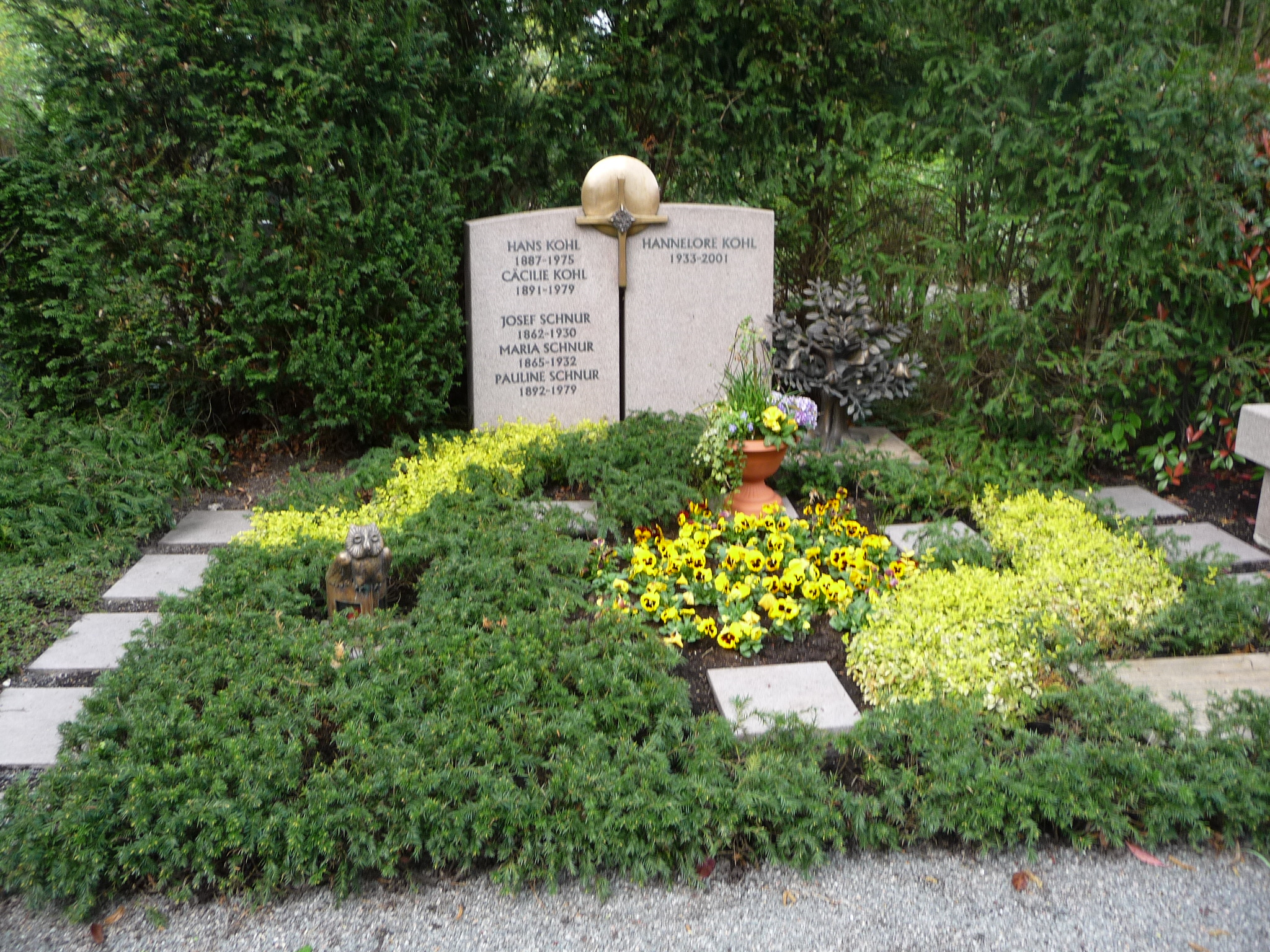
Tomba di Hannelore Kohl a Ludwigshafen-Friesenheim

Dalla fine degli anni 1960, Hannelore Kohl ha sofferto di un'allergia alla penicillina. Da allora, è stata presa in cura per non dover più essere a contatto con questa sostanza. Nel febbraio 1993, ha assunto un antibiotico a causa di un'infezione, che per errore conteneva una sostanza simile alla penicillina a causa di una negligenza medica. L'assunzione ha portato a una condizione inizialmente pericolosa per la sua vita; Questa reazione allergica, diagnosticata come sindrome di Lyell, ha richiesto settimane di ospedalizzazione.
Da allora ha sofferto di un'allergia leggera curabile, un'orticaria solare. La malattia, che inizialmente sembrava gestibile, si ripresentò nel 2000 da un aumento: dal maggio 2000, poteva lasciare la casa buia diurna solo dopo il tramonto. Secondo suo marito nelle interviste che ha rilasciato diversi anni dopo, ha sofferto di un dolore insopportabile. Al matrimonio di suo figlio Peter Kohl con la sua partner turca il 28 maggio 2001 a Istanbul, non ha potuto partecipare a causa della sua malattia.
Hannelore Kohl si è suicidata il 5 luglio 2001 all'età di 68 anni. In precedenza aveva aiutato suo marito a scrivere le sue memorie, come ha detto in una delle sue ultime interviste alla giornalista Dona Kujacinski che le ha concesso le sue ultime due interviste, a marzo e maggio 2001.

### Funerale
I funerali cattolici si sono svolti in presenza di una grande folla nel Duomo di Spira. Successivamente, i funerali sono proseguiti nella tomba di famiglia nel cimitero di Ludwigshafen-Friesenheim, dove sono sepolti anche i suoi suoceri.
In sua memoria, la città di Ludwigshafen ha dato il nome nel 2004 a una passeggiata sulle rive del Reno.

## Opere
- Hannelore Kohl (Hrsg.): Kulinarische Reise durch deutsche Lande. Zabert Sandmann, München 1999, ISBN 3-924678-87-1 (con Testi di Helmut Kohl).
- Hannelore Kohl: Was Journalisten „anrichten“. Pfälzische Verlagsanstalt, Landau/Pfalz 1986, ISBN 3-87629-098-8 (Ricettario).